# Balkanisierung

Die politische Entwicklung der Balkanhalbinsel in den letzten beiden Jahrhunderten

Balkanisierung, auch Libanonisierung oder Libanisierung, sind  politische Schlagwörter, mit denen insbesondere Dismembrationen, aber auch Sezessionen (Loslösung einzelner Landesteile) von Staatsgebilden bezeichnet werden. Es soll dabei eine in der Regel ablehnende Haltung zum Ausdruck gebracht werden.

## Beschreibung
Ursprünglich bezeichnete der Begriff die von den europäischen Großmächten geförderte Auflösung des Osmanischen Reiches, vor allem auf der Balkanhalbinsel während des 19. Jahrhunderts. Durch den Zerfall der Doppelmonarchie nach dem Ersten Weltkrieg entstanden weitere neue Staaten, darunter Jugoslawien. Dieses zerfiel infolge der Jugoslawienkriege wiederum in kleinere Staaten.
Darüber hinaus findet der Begriff inzwischen weiterreichende Anwendung für Vorgänge, in denen große Gebilde in viele kleine zerfallen. Eine weitere Bedeutung ist der Verfall von guten Sitten analog der Entwicklung z. B. während der Jugoslawienkriege: Die „Balkanisierung eines Verhaltens“. In der Kernregion selbst geht man mit dem Begriff mit weniger Vorbehalten um.

## „Balkanische Zustände“
„Balkanische Zustände“ werden mit dem Herrschen von Chaos, Gewalt, Rückständigkeit und Brutalität gleichgesetzt und z. B. einem „zivilisierten“ Europa entgegengestellt. Diese Konnotation erfolgt regelmäßig auch in den Grenzräumen der Region, zum Beispiel in Kroatien und Rumänien. Norwegische Neonazis, die im Prozess gegen den rechtsextremen, islamfeindlichen Terroristen und Massenmörder Anders Breivik als Zeugen vernommen wurden, führten Anfang Juni 2012 ebenfalls eine „Balkanisierung Norwegens“ ins Feld.

## Kollektives Arbeitsrecht
Im kollektiven Arbeitsrecht beschreibt der Begriff (auch engl. balkanization) die Sorge, dass bei einem Abweichen vom Industrieverbandsprinzip („Ein Betrieb – eine Gewerkschaft“, Grundsatz der Tarifeinheit) und einem möglicherweise daraus folgenden wahllosen Nebeneinander von Tarifverträgen die Gefahr besteht, dass es zu Störungen im Betriebsfrieden oder einem großen Anstieg von Streiks kommen könnte.

## Trivia
- Die Anarchistische Pogo-Partei Deutschlands (APPD) fordert in ihren Wahlprogrammen eine Balkanisierung Deutschlands.[5]